# Giuseppe Pizzorno
Giuseppe Pizzorno (Cagliari, 14 agosto 1891 – Roma, 1980) è stato un generale italiano che si è distinto in numerose battaglie, sia nella prima sia nella seconda guerra mondiale ricoprendo, al termine della sua carriera, la carica di Capo di stato maggiore dell'Esercito Italiano.

## Biografia

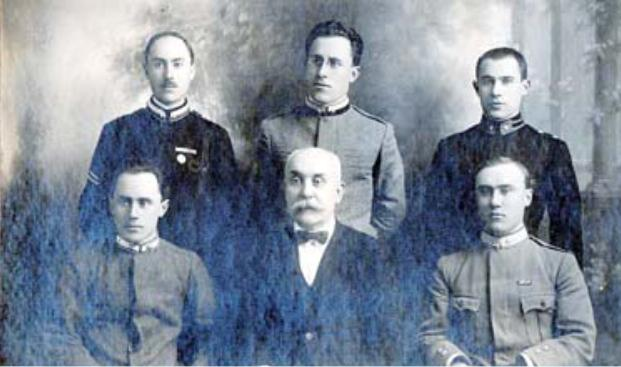
Giuseppe Pizzorno, in piedi a sinistra con i fratelli e il padre

Nacque a Cagliari nel 1891, figlio di Enrico e di Clotilde Benvenuto. Arruolatosi nel Regio Esercito iniziò a frequentare la Regia Accademia Militare di Fanteria e Cavalleria di Modena da cui uscì con il grado di sottotenente assegnato all'arma di fanteria.
Appena ventenne, nel 1911, partecipò alla guerra italo-turca combattendo in Libia.
All'atto dell'entrata in guerra del Regno d'Italia, avvenuta il 24 maggio 1915, prestava servizio come comandante di una compagnia della Brigata "Sassari"  guadagnandosi subito una medaglia d'argento al valor militare. Nel corso del conflitto fu ferito gravemente due volte,  la prima volta a Monte Moschiagh nel 1917  e una seconda volta a Col d'Echele, nel corso della prima delle battaglie dei Tre Monti nel gennaio 1918.  Nel corso del conflitto Giuseppe Pizzorno e i suoi quattro fratelli si ritrovarono a combattere in prima linea e oltre a Giuseppe Pizzorno anche alcuni dei suoi fratelli furono feriti, ma al termine del conflitto i cinque fratelli Pizzorno tornarono tutti salvi a casa.
Dopo la Grande Guerra venne dapprima destinato in Somalia, in forza al Regio corpo truppe coloniali, al comando di formazioni Dubat. Prese poi parte alla guerra d'Etiopia, e alle successive grandi operazioni di polizia coloniale  guadagnandosi la Croce di Cavaliere dell'Ordine militare di Savoia, conferitagli nel giugno del 1939 e un'altra medaglia d'argento al valor militare. Nel secondo conflitto mondiale operò ancora in Africa Orientale con il grado di colonnello quale capo di gabinetto del governo dell'Amhara e successivamente quale Capo di stato maggiore nello scacchiere Nord. Ancora una volta ferito, venne decorato ancora tre volte,  cadendo alla fine prigioniero insieme al Duca Amedeo d'Aosta nell'ultima eroica resistenza nella seconda battaglia dell'Amba Alagi.
Dopo due anni di prigionia in Egitto fece ritorno in Italia ricoprendo al termine del conflitto importanti incarichi anche internazionali a Washington e in Europa, ricevendo nel 1949 la Croce di Ufficiale dell'Ordine militare d'Italia, concludendo la sua carriera ricoprendo tra il 1952 e il 1954 la carica di Capo di Stato Maggiore dell'Esercito.
Nel corso della sua carriera è stato comandante della Brigata "Sassari" e dell'Accademia militare di Modena ed è stato insignito di cinque medaglie d’argento e altrettante di bronzo al valor militare e numerose onorificenze italiane e straniere.